# Code of Conduct
Code of Conduct er en dansk kortfilm fra 2001, der er instrueret af Peder Pedersen efter manuskript af ham selv og Carsten Støttrup.

## Handling
Denne artikel mangler et handlingsreferat. Hjælp os med at skrive det.

## Medvirkende
- Lotte Arnsbjerg - Trine Fuglsang
- Vibeke Hastrup - Ellen Drage
- Bendt Hildebrandt - Bent Karlsson
- Morten Marcher - Niels Jorn
- Elsebeth Nielsen - Ulla Palludan
- Torben Nielsen - Johnny Nielsen
- Ilse Rande - Karin Karlsen
- Søren Steen - Søren Henningsen
- Hans Henrik Voetmann - Povl Ejlerskov
- Tommy Prang Vonsyld - Jens Kjær Madsen